# Purpuricenus axillaris
Purpuricenus axillaris là một loài bọ cánh cứng trong họ Cerambycidae.

## Hình ảnh

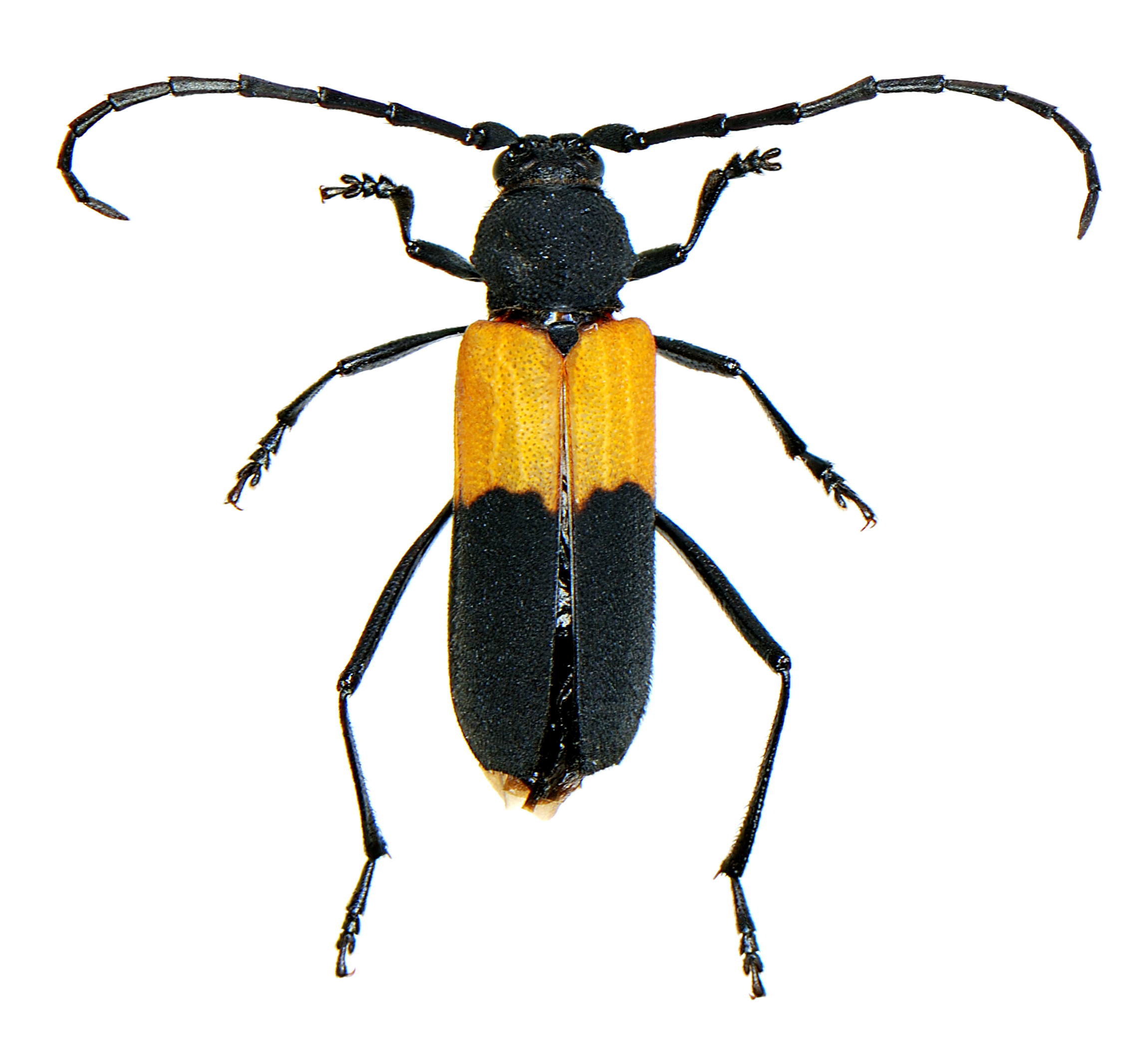